# لینتون، داربی‌شر
لینتون (به انگلیسی: Linton) یک روستا و محله مدنی در بریتانیا است که در South Derbyshire واقع شده‌است. لینتون ۲٬۳۰۳ نفر جمعیت دارد.